# 日产汽车901运动
日产汽车901运动是20世纪80年代由日本日产汽车有限公司发起的一场生产运动，旨在到1990年代打造出世界上最好的汽车。也称P901工程、901项目、901计划等。
其目标是到1990年製造好的汽车。也称为P901 活动 、 901 活动、 901 计划、 901 作業和901 项目。

## 背景概述
1980年代开始，日本汽车快速发展进入繁荣期，但日产的市佔率却从25%左右下降到20%以下，日产不得不做出调整，901运动应运而生。该计划设定了“到 90 年代在技术方面力争成为世界第一”的目标，重点关注底盘、引擎、懸吊、操控性、设计和品质改进的技术投入和研发，从而全面提升日产的产品竞争力。

## 901运动的结果
日产Patrol（Y60 Patrol / Safari）、N13-N14 Pulsar 、Y31-Y32 Cedric / Gloria 、FPY31 Cima 、F31 Leopard 等。
1980年代末到90年代初发布U12 - U13型蓝鸟（Bluebird）、S13型Silvia / 180SX 、A31型第一代Cefiro 、J30型Maxima 、C33型Laurel 、R32型Skyline 、BNR32型Skyline GT-R 、Z32型Fairlady Z 、第一代Infiniti Q45 、B12-B13型It生产了Sunny 、第一辆 Primera P10 、第一辆Avenir W10、第一辆Presea R10 和March K11 等著名汽车。
此外，通过ATTESA （FF平台）、 ATTESA E-TS （FR平台）、后轮控制HICAS 、多连杆懸吊、液压主动懸吊、 SR系统、包括RB26DETT在内的RB系统等新开发，操控技术得到了提高。这些引擎的效能和耐久性显着提高，日产品牌形象也得以提升，并最终提振了销量。
同期开始，日产也开始积极投入赛车运动，比如在90年代参与WRC。

## 日本经济泡沫破裂后
但随着20世纪90年代初日本泡沫经济的破裂，日产销量开始下滑，加上作为全球环保措施的一部分，日产也不得不投入大量资金在回收上。产研上投入减少以及成本控制，最终导致901运动结束。后来日产无法避免技术能力和产品力下降的影响，销量持续下滑，陷入财务危机。直到1999年从雷诺派出的卡洛斯·戈恩实现复兴计划之前，日产又进入了一段低迷期。
虽然901运动在这种情况下结束了，但品質改进活动本身却被当时与日产合作并持有其股权的富士重工（现为SUBARU）继承 。

## 脚注
1. ↑  ベストカー. . 講談社. 2019-03-15  [2020-01-06]. （原始内容存档于2023-11-02）.
2. ↑  当時の富士重工業は好調な北米向けの輸出への過度の依存による弊害によって組織の硬直化が進み、1980年代末には専門誌や新聞等で公然と他社による買収や吸収合併、倒産の危機が報道されるほどの厳しい局面を迎えていた